# Вишнівка (селище)
Вишнівка —  селище в Україні, у Золотоніському районі Черкаської області. Входить до складу Чорнобаївської селищної громади.

## Населення

### Мовний склад
Рідна мова населення за даними перепису 2001 року:
| Мова       | Чисельність, осіб | Доля     |
| ---------- | ----------------- | -------- |
| Українська | 69                | 97,18 %  |
| Російська  | 2                 | 2,82 %   |
| Разом      | 71                | 100,00 % |